# Juan Eliseo Mojica Oliveros
Juan Eliseo Mojica Oliveros (* 12. Juni 1918 in Susacón; † 27. Dezember 1989) war ein kolumbianischer römisch-katholischer Geistlicher und Bischof von Garagoa.

## Leben
Juan Eliseo Mojica Oliveros empfing am 7. Juni 1941 das Sakrament der Priesterweihe.
Am 20. Februar 1967 ernannte ihn Papst Paul VI. zum Titularbischof von Baliana und zum Weihbischof in Tunja. Der Apostolische Nuntius in Kolumbien, Erzbischof Giuseppe Paupini, spendete ihm am 1. Mai desselben Jahres die Bischofsweihe; Mitkonsekratoren waren der Bischof von Montería, Miguel Antonio Medina y Medina, und der Erzbischof von Tunja, Ángel María Ocampo Berrio SJ.
Papst Paul VI. bestellte ihn am 4. Juni 1970 zum Bischof von Jericó. Am 26. April 1977 ernannte ihn Paul VI. zum ersten Bischof von Garagoa.